# Alysia brachyura
Alysia brachyura är en stekelart som beskrevs av Gurasashvili 1984. Alysia brachyura ingår i släktet Alysia och familjen bracksteklar. Inga underarter finns listade i Catalogue of Life.